# Övergångstillstånd
Övergångstillstånd kallas den konfiguration av atomkärnor och elektroner som har den högsta energinivån längs en reaktionskoordinat. En molekyl som passerar ett övergångstillstånd befinner sig där en ytterst kort tid, nämligen under en svängning. Storleksordningen för denna tidsperiod är 10−12 - 10−13 sekunder.
Ett övergångstillstånd beskriver geometri och laddningsfördelning, och finns inte i fysisk mening. Systemet, det vill säga den samling atomkärnor och elektroner, som har denna konfiguration kallas för aktiverat komplex. Termerna betyder strikt talat olika saker, men används ofta informellt på samma sätt.
För att beteckna att en strukturformel visar ett övergångstillstånd sätts strukturen inom hakparenteser, med ett dubbelkors utanför det övre högra hörnet. Storheter som beskriver ett övergångstillstånd eller aktiverat komplex har ett upphöjt dubbelkors intill storhetssymbolen, till exempel ΔH‡ för aktiveringsentalpi. I 3:e utgåvan av IUPAC:s Quantities, Units and Symbols in Physical Chemistry används ej lika med-tecknet (≠) som en alternativ symbol i detta sammanhang.
Energiskillnaden mellan ett grundtillstånd och övergångstillstånd kallas aktiveringsenergi.